# Arrondissement (Lyon)
Lyon er en af de 3 franske byer (de andre 2 er Paris og Marseille), der er inddelt i et antal arrondissementer. I Lyon's tilfælde 9.

## Liste over arrondissementer
| Insee kode | Postnummer | Arrondissement     | Oprettelsesdato | Cantoner                        | Indbyggertal pr. 2006 | Indbyggertal pr. 1999 | Areal (km2) | Indb/km2 (2006) |
| ---------- | ---------- | ------------------ | --------------- | ------------------------------- | --------------------- | --------------------- | ----------- | --------------- |
| 69381      | 69001      | 1er arrondissement | 24. marts 1852  | Lyon-II                         | 28.210                | 26.868                | 1,51        | 18.682          |
| 69382      | 69002      | 2e arrondissement  | 24. marts 1852  | Lyon-I                          | 30.276                | 27.977                | 3,41        | 8.876           |
| 69383      | 69003      | 3e arrondissement  | 24. marts 1852  | Lyon-VIII, Lyon-XI og Lyon-XIII | 88.755                | 82.568                | 6,35        | 13.977          |
| 69384      | 69004      | 4e arrondissement  | 24. marts 1852  | Lyon-III                        | 34.302                | 33.797                | 2,93        | 11.707          |
| 69385      | 69005      | 5e arrondissement  | 24. marts 1852  | Lyon-V                          | 47.330                | 46.985                | 6,23        | 7.597           |
| 69386      | 69006      | 6e arrondissement  | 17. juli 1867   | Lyon-VI og Lyon-VII             | 49.965                | 48.167                | 3,77        | 13.253          |
| 69387      | 69007      | 7e arrondissement  | 8. marts 1912   | Lyon-IX og Lyon-X               | 69.331                | 61.743                | 9,75        | 7.110           |
| 69388      | 69008      | 8e arrondissement  | 9. februar 1959 | Lyon-XII og Lyon-XIV            | 76.323                | 70.317                | 6,67        | 11.442          |
| 69389      | 69009      | 9e arrondissement  | 12. august 1964 | Lyon-IV                         | 47.813                | 47.030                | 7,25        | 6.594           |